# Abba di Zut
Abba di Zut, Abba o Xutkaba (in croato: Žutska Aba) è un isolotto disabitato della Dalmazia settentrionale, in Croazia, situato a sud-est di Zut, nel mar Adriatico; fa parte delle isole Incoronate. Amministrativamente appartiene al comune Morter-Incoronate, nella regione di Sebenico e Tenin.

## Geografia
Abba di Zut si trova accostata parallelamente al lato est dalla punta meridionale dell'isola di Zut, da cui dista circa 230 m, mentre il suo lato orientale si affaccia al mare di Morter (Murtersko more).
L'isolotto, di forma vagamente triangolare, ha una superficie di 0,239 km², uno sviluppo costiero di 2,03 km e un'altezza massima di 77,1 m.

### Isole adiacenti
- Scogli Dinazich[4] (hridi Dinarići), 2 piccoli scogli 1,3 km[2] circa a nord di Abba di Zut:
  - Dinazich Grande[9] (Dinarić Veli), ha un'area di 4171 m²[10] e un'altezza di 8 m[2]43°50′33″N 15°22′15″E. In direzione est a 470 m[2] si trova uno scoglio a fior d'acqua (greben Dinarić) 43°50′32″N 15°22′38″E.
  - Dinazich Piccolo[9] (Dinarić Mali), ha un'area di 1508 m²[10] e un'altezza di 2 m[2]; si trova 110 m a nord-ovest di Dinazich Grande 43°50′37″N 15°22′09″E.
- Bliniza[4][5], Bietole[11] o Blitviza[6] (Blitvica o Dinarić), piccolo isolotto circa 690 m a est di Abba di Zut, ha una forma allungata, un'area di 8227 m²[10], la costa lunga 404 m[10] e l'altezza di 12 m 43°49′43″N 15°22′50″E.
- Kamenis[5][12] o Vodignach[6] (Kamenar), isolotto a sud-est dell'estrema punta sud-orientale di Zut (rt. Lopatica); ha una superficie di 0,034 km²[1], lo sviluppo costiero di 0,8 km[1], e l'altezza massima di 26 m[2] 43°49′04″N 15°22′30″E.

### Cartografia
- (HR) Mappa topografica della Croazia 1:25000, su preglednik.arkod.hr. URL consultato il 28 giugno 2017.
- G. Giani, Carta prospettiva delle Comuni censuarie della Dalmazia, foglio 5, 1839. Fondo Miscellanea cartografica catastale, Archivio di Stato di Trieste.
- Carta di cabottaggio del mare Adriatico, foglio VII, Milano, Istituto geografico militare, 1822-1824. URL consultato il 18 ottobre 2020 (archiviato dall'url originale il 13 aprile 2013).